# Gouise
Gouise est une commune française située dans le département de l'Allier, en région Auvergne-Rhône-Alpes.

## Géographie
Située en Sologne bourbonnaise, la commune de Gouise est traversée par le Luzerai. De grandes régions boisées (exemple : bois de la Feuillasse) succèdent à des prairies d'élevage.
Ses communes limitrophes sont :
| Bessay-sur-Allier    | Neuilly-le-Réal |            |
|                      | Gouise          | Saint-Voir |
| Saint-Gérand-de-Vaux |                 | Treteau    |

### Climat
Pour des articles plus généraux, voir Climat d'Auvergne-Rhône-Alpes et Climat de l'Allier.
En 2010, le climat de la commune est de type climat océanique dégradé des plaines du Centre et du Nord, selon une étude du CNRS s'appuyant sur une série de données couvrant la période 1971-2000. En 2020, Météo-France publie une typologie des climats de la France métropolitaine dans laquelle la commune est exposée à un climat océanique altéré et est dans la région climatique Centre et contreforts nord du Massif Central, caractérisée par un air sec en été et un bon ensoleillement.
Pour la période 1971-2000, la température annuelle moyenne est de 11,2 °C, avec une amplitude thermique annuelle de 16,3 °C. Le cumul annuel moyen de précipitations est de 751 mm, avec 11 jours de précipitations en janvier et 7,1 jours en juillet. Pour la période 1991-2020, la température moyenne annuelle observée sur la station météorologique de Météo-France la plus proche, sur la commune de Montbeugny à 14 km à vol d'oiseau, est de 11,7 °C et le cumul annuel moyen de précipitations est de 754,1 mm,. Pour l'avenir, les paramètres climatiques de la commune estimés pour 2050 selon différents scénarios d'émission de gaz à effet de serre sont consultables sur un site dédié publié par Météo-France en novembre 2022.

## Urbanisme

### Typologie
Au 1er janvier 2024, Gouise est catégorisée commune rurale à habitat très dispersé, selon la nouvelle grille communale de densité à 7 niveaux définie par l'Insee en 2022.
Elle est située hors unité urbaine. Par ailleurs la commune fait partie de l'aire d'attraction de Moulins, dont elle est une commune de la couronne,. Cette aire, qui regroupe 64 communes, est catégorisée dans les aires de 50 000 à moins de 200 000 habitants,.

### Occupation des sols

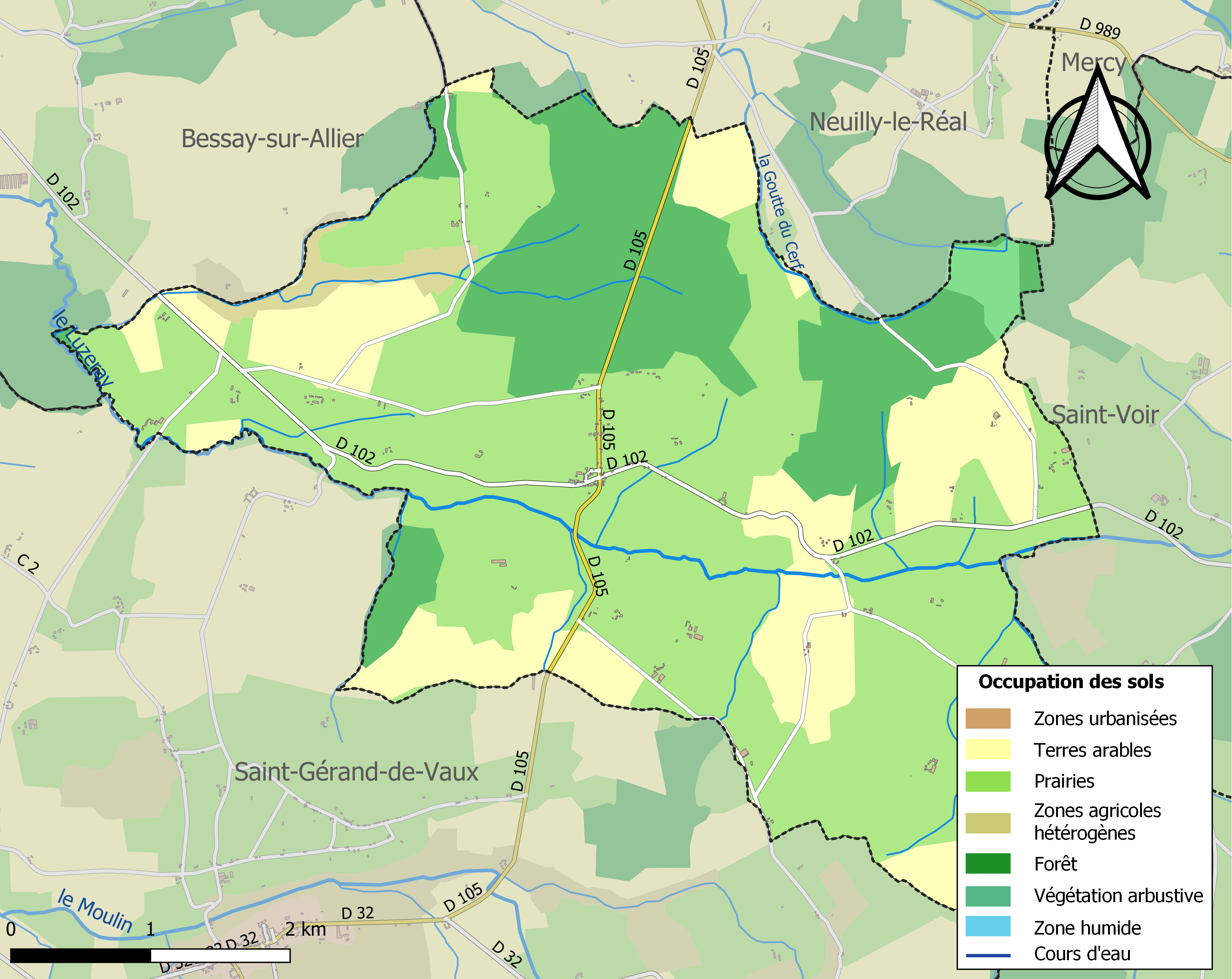
Carte des infrastructures et de l'occupation des sols de la commune en 2018 (CLC).

L'occupation des sols de la commune, telle qu'elle ressort de la base de données européenne d’occupation biophysique des sols Corine Land Cover (CLC), est marquée par l'importance des territoires agricoles (78,4 % en 2018), une proportion sensiblement équivalente à celle de 1990 (78,5 %). La répartition détaillée en 2018 est la suivante : prairies (57,9 %), forêts (20,5 %), terres arables (18,9 %), zones agricoles hétérogènes (1,6 %), milieux à végétation arbustive et/ou herbacée (1 %).
L'IGN met par ailleurs à disposition un outil en ligne permettant de comparer l'évolution dans le temps de l'occupation des sols de la commune (ou de territoires à des échelles différentes). Plusieurs époques sont accessibles sous forme de cartes ou photos aériennes : la carte de Cassini (XVIIIe siècle), la carte d'état-major (1820-1866) et la période actuelle (1950 à aujourd'hui).

## Toponymie
Le nom de la commune vient du toponyme Gothia apparu au Haut Moyen Âge (en 1277 : « Goize » en ancien français). Il faisait référence à la frontière du royaume des Wisigoths dont la commune était la paroisse la plus au nord dans la région (aussi frontière fixe des diocèses de Clermont / Wisigoths au sud et Autun / Burgondes au nord ).

## Politique et administration
| Période                                  | Période                   | Identité         | Étiquette | Qualité |
| ---------------------------------------- | ------------------------- | ---------------- | --------- | ------- |
| Les données manquantes sont à compléter. |                           |                  |           |         |
| mars 2001                                | mars 2014                 | Gérard Larue     | UMP       |         |
| mars 2014                                | En cours (au 28 mai 2020) | Annick Deligeard | DVD       | Agent   |

## Population et société

### Démographie
Les habitants de la commune sont appelés les Gouisards et les Gouisardes.
L'évolution du nombre d'habitants est connue à travers les recensements de la population effectués dans la commune depuis 1793. Pour les communes de moins de 10 000 habitants, une enquête de recensement portant sur toute la population est réalisée tous les cinq ans, les populations de référence des années intermédiaires étant quant à elles estimées par interpolation ou extrapolation. Pour la commune, le premier recensement exhaustif entrant dans le cadre du nouveau dispositif a été réalisé en 2006.

En 2022, la commune comptait 220 habitants, en stagnation par rapport à 2016 (Allier : −1,38 %, France hors Mayotte : +2,11 %).
| 1793 | 1800 | 1806 | 1821 | 1831 | 1836 | 1841 | 1846 | 1851 |
| ---- | ---- | ---- | ---- | ---- | ---- | ---- | ---- | ---- |
| 313  | 533  | 396  | 356  | 310  | 355  | 318  | 301  | 289  |

| 1856 | 1861 | 1866 | 1872 | 1876 | 1881 | 1886 | 1891 | 1896 |
| ---- | ---- | ---- | ---- | ---- | ---- | ---- | ---- | ---- |
| 337  | 349  | 367  | 432  | 463  | 478  | 465  | 473  | 499  |

| 1901 | 1906 | 1911 | 1921 | 1926 | 1931 | 1936 | 1946 | 1954 |
| ---- | ---- | ---- | ---- | ---- | ---- | ---- | ---- | ---- |
| 489  | 472  | 461  | 394  | 388  | 371  | 343  | 316  | 316  |

| 1962 | 1968 | 1975 | 1982 | 1990 | 1999 | 2006 | 2011 | 2016 |
| ---- | ---- | ---- | ---- | ---- | ---- | ---- | ---- | ---- |
| 300  | 291  | 227  | 193  | 220  | 216  | 216  | 238  | 220  |

| 2021 | 2022 | - | - | - | - | - | - | - |
| ---- | ---- | - | - | - | - | - | - | - |
| 220  | 220  | - | - | - | - | - | - | - |

## Culture locale et patrimoine

### Lieux et monuments
La commune a la particularité de ne pas avoir d'église. Ce fait a été étudié dans un article paru dans la revue Ethnologie française.